# Joseph Uchard
 (juillet 2007).
Joseph Uchard (30 octobre 1809 à Paris - 16 février 1891 à Paris 35 bis, rue de Fleurus) est un architecte français.

## Famille
Son père, François-Gilles Uchard, avait été marié une première fois. De ce premier mariage est né un fils qui eut lui-même un fils, Mario Uchard romancier. Toussaint François Joseph Uchard épousa Adrienne Marianne Guyot (1817-1856), fille d'Antoine-Patrice Guyot et petite-fille d'André Galle, inventeur de la chaîne à maillons. Ils eurent deux enfants.

## Biographie
Après avoir reçu l'instruction primaire chez les frères, il suivit les cours de l'École gratuite de dessin et, à l'âge de 13 ans, entra au service d'architecture de la ville de Paris (bureau des calques). Le 8 décembre 1822, il gagne le 1er accessit de coupe de pierres, le 3e accessit de figure, le 2e (ou 4e) accessit d'animaux ; le 30 novembre 1823, le 1er accessit d'architecture, 3e accessit d'architecture, 2x 4e prix de coupe de pierre, 1er accessit d'arithmétique, 1er accessit d'animaux ; le 12 décembre 1824, le 1er prix de géométrie, 1er prix de coupe de pierres, 2e prix d'arithmétique, 2e accessit de charpente (aussi 2x 2e prix d'architecture, 2e prix et 1er accessit de coupes de pierres, 1er prix de charpente, 2e prix et 2e accessit de géométrie.
Son application au travail et ses aptitudes au dessin le firent remarquer et il fut peu après admis comme élève par l'architecte Delannois. Il trouva moyen, en travaillant le soir à la lueur de la chandelle, de s'instruire en français en histoire en géométrie sans abandonner sa place de dessinateur. Grâce à son travail opiniâtre, il est admis à l'École des Beaux-Arts vers 19 ans (après 3 épreuves qu'il passa le 25 novembre 1825, le 23 décembre 1825, le 6 janvier 1826???). Il est inscrit sur la matricule des élèves, sous le no 665. Il était (ou devint) l'élève de Guénepin. Joseph avait été exempté du service militaire par décision du conseil de révision de la Seine le 19 mars 1830, pour cause de convexité des épaules, bien qu'inscrit au recrutement de 1829. Cela permit de ne pas ralentir encore ses études. La nécessité pour vivre de continuer à travailler au bureau d'architecture de la ville de Paris ralentit ses études qui se terminèrent en 1838 après avoir reçu l'année précédente le prix départemental. 
À 29 ans, il obtint la grande médaille d'argent d'émulation section d'architecture le 30 septembre 1838 par le ministre de l'intérieur Duchâtel. Cette médaille était décernée à chaque premier à l'élève ayant obtenu pendant la durée des études le plus grand nombre de médailles et de mentions dans les concours. En même temps, il était reçu en loge ; l'année suivante, reçu encore en loge, il remportait le 1er prix de Rome, qu'on lui remis le 20 octobre 1838 à 14:00 (après séance extraordinaire du samedi 22 septembre 1838). La pension étant très modeste, il chercha des élèves et commença à apprendre l'italien. Grâce aux ressources qu'il se procura ainsi, il put visiter l'Italie et la Sicile et envoyer un peu d'argent à ses parents. Son père trop âgé pour continuer à forger des clous et on commençait d'ailleurs à les faire à la machine. De Rome (École Médicis où il réside du 20 février 1839 au 31 décembre 1843), il envoya divers travaux parmi lesquels : une restauration du Temple du Soleil et une étude sur les ordres de Pompéi, parus à l'Exposition universelle de 1855 ou la restauration du Temple de Mars (dont il est dit : « This restauration (1843) by François-Joseph Uchard (1809-1890) was submitted to the École des Beaux Arts and hints at how the Forum of Augustus might have looked »).
À son retour de Rome, il pouvait se présenter la tête haute sûr d'être reçu avec déférence : mais il avait 35 ans, pas de position et pas de fortune lui permettant d'attendre. Il se présenta au service d'architecture de la ville de Paris qui lui offrit le poste très modeste de sous inspecteur aux appointements de 12 à 15 cents francs par an. C'était bien modeste pour prix du travail énorme et du temps passé à se perfectionner dans l'art de bâtir. À Paris, il retrouva beaucoup de ses camarades de Rome en particulier Adrien Vauthier-Galle, graveur de médailles, petit-fils d'André Galle. Auditeur au Conseil général des bâtiments civils nommé le 12 août 1845 par le ministre des travaux publics. Reçu comme artiste et comme ami de A. Vauthier, Joseph fit connaissance avec sa cousine germaine Adrienne Guyot qu'il épousa en 1847. En 1848, il est nommé inspecteur, son traitement augmente un peu : il vint habiter au 3, rue de la Chaise. Il continua toute sa vie à assister aux dîners des prix de Rome.
En 1851, il est nommé architecte et chargé du service des écoles et des asiles de Paris. Il s'installe 8, rue de la Chaise et prend des élèves. Très aimé de ses élèves, il en a jusqu'à 8 en même temps. Chargé de la construction de nombreuses écoles, il voit enfin l'aisance : ses honoraires atteignent 15 000 à 18 000 francs. De plus, il a quelques affaires particulièrement intéressantes notamment la chapelle gothique tombe de M. Lavallé au Père-Lachaise. 
En 1860, un grand changement dans l'organisation des services d'architecture de la ville de Paris modifia la situation. Haussmann agrandit Paris en reportant le mur d'octroi aux fortifications. Le nombre d'arrondissements fut porté de 12 à 20. La direction du service des écoles fut retirée à J. Uchard qui fut nommé architecte d'arrondissement. C'était une disgrâce injustifiable. Toutefois, comme compensation, J. Uchard reçut la croix de la Légion d'honneur en 1861 (dossier n° L2640043). Il construisit la mairie du 7earrondissement vers 1860. Elle est bâtie sur les terrains de l'ancien hôtel Forbin Janson. Il est difficile de se rendre compte des parties de cet hôtel qui ont été conservées et englobées dans les constructions neuves. Pour les retrouver, il faudrait se conforter aux plans qui doivent exister dans les archives de la mairie. Toutefois, les deux portes monumentales qui donnent accès à la cour d'honneur proviennent de l'ancien hôtel. Il n'y avait alors qu'une porte mais les façades de cette porte, sur la rue et sur la cour, étaient identiques. Uchard utilisa la façade sur la cour pour faire une seconde porte sur la rue et faciliter ainsi la circulation des voitures. Ces deux portes montrent que l'ancien hôtel était au moins d'une belle apparence. Ensuite, il fut appelé pour la construction d'une nouvelle église car la chapelle des Missions étrangères de la rue du Bac, louée par l'administration municipale, pour desservir le quartier des Invalides, était devenue insuffisante. La Ville de Paris entreprit donc l'édification d'une église : celle de Saint-François-Xavier située au 12, place du Président-Mithouard. 
Les travaux furent commencés en 1861 sur les plans d'Adrien Lusson, l'architecte de Saint-Eugène, qui s'inspire ici des basilique romaines. Par suite de changements dans le projet, il dut interrompre les travaux en 1863 et ceux-ci furent repris, après sa mort, par Joseph Uchard. Seules les fondations étaient faites. Les rues projetées formant un hexagone allongé autour de l'église, la façade principale était très étroite et d'un effet déplorable. Joseph obtint une modification du tracé des rues et put ainsi élargir la façade en y ajoutant deux clochers. La façade principale donnant sur le boulevard des Invalides a sa partie centrale flanquée de deux tours carrées. L'édifice comprend une large nef de cinq travées, précédée d'un porche et flanquée de chapelles, un transept sans saillie, dont la croisée est couverte d'une coupole, et un chœur de trois travées droites. Une grande chapelle le prolonge, formée de trois travées droites et d'une abside en hémicycle. Des bas-côtés et un déambulatoire surmontés de tribunes et sur lesquels ouvrent des chapelles contournent cette grande chapelle, qui à l'extérieur fait corps avec l'édifice. Le programme décoratif est moins ambitieux que celui de la Trinité ou celui de Saint-Augustin. De plus, plusieurs événements allaient en ralentir l'exécution. 
Lorsque l'église est livrée au culte le 15 juillet 1874, la décoration n'est que partiellement achevée et seules les sculptures de la façade semblent exécutées ; retenons le bas-relief du fronton, saint François-Xavier baptisant les habitants de l'Inde et du Japon par Gabriel-Jules Thomas. À l'intérieur, de grandes peintures doivent orner le chœur et la coupole, la nef n'étant couverte que de peintures décoratives par Alexandre Denuelle. Sur la coupole figurent les Douze Apôtres par Charles Lameire et sur les pendentifs, Élie Delaunay a peint quatre prophètes Ézéchiel, Isaïe, Jérémie, Daniel. Au-dessus du chœur, Romain Cazes exécuta saint François-Xavier présentant au Christ les nations qu'il a converties. À l'exception des deux anges d'Alexandre Falguière et d'une Vierge à l'Enfant-Jésus de Jean-Marie Bonnassieux, la sculpture fait figure de parent pauvre dans ces commandes. Joseph a dessiné les confessionnaux. L'église était couverte en 1870 mais non achevée car par suite de changement dans les orientations politiques et par manque de crédits, la ville n'acheva pas tout le programme projeté par Uchard. Elle servit de magasin de vivres pendant le siège de 1870. Cependant, la paroisse était à la fin du XIXe siècle l'une des plus riches de Paris et la fabrique poursuivit la décoration de l'édifice : les commandes de mobilier, toujours en place, constituent un ensemble assez homogène. 
La chapelle de la Vierge fut terminée et livrée au culte en 1874 et l'église en 1875. Quelques peintures devaient achever la décoration du chœur et des chapelles donnant sur la nef : le Sacré-Cœur par Félix Villé (1895), la Mort de saint Joseph (1915) et la décoration de la chapelle des Morts (1921) par Charles Pinta. Mais ce sont surtout les donations qui, dans les dernières années du XIXe siècle, ont permis d'acquérir les tableaux les plus remarquables : la Cène (1876) d'Henri Lerolle, un Crucifiement de saint Pierre, par Luca Giordano et l'imposante Cène du Tintoret, provenant de l'église S. Felice à Venise (1559). Enfin d'autres peintures dont les sujets sont empruntés à la vie du saint patron de l'église y ont été placées : l’apothéose de saint François-Xavier de Michel Corneille l'Ancien et saint François-Xavier et le miracle du crabe de Benedetto Gennari. Il fit aussi l'école 28, rue St-Jacques et celle du 9, rue de Vaugirard.
Mis à la retraite, il put occuper ses loisirs par les fonctions temporaires de jury des concours des beaux-arts et des expositions annuelles. Il fut choisi souvent comme vice-président de la Société des architectes. En 1862, il envoya à l'exposition universelle de Londres un travail sur le mobilier des écoles et des asiles et obtint une médaille. Remanié pour l'exposition universelle de 1867 à Paris, il obtint une nouvelle récompense. Ses travaux ont été publiés dans la Revue d'architecture de Daly. Architecte honoraire de la ville de Paris, il recevait une rente annuelle de 4333,33 francs par an.
Son décès parut dans Le Figaro, Le Siècle, The New York Herald Tribune, Le Petit Journal, Le Matin le 18 février 1891, et le 19 février 1891 dans Soleil. 
Il est inhumé au cimetière Montparnasse, (6e division).

## Distinctions
- Médaille de l'Exposition universelle en 1878 ;
- Nommé officier d'Académie le 14 juin 1888 (par le ministre de l'instruction publique Lockroy) ;
- Membre du conseil d'architecture ;
- Vice-président de la société de contrôle des architectes.